# Pavel Lyubimov
Pavel Lyubimov (Moscou, 7 de setembro de 1938 - Moscou, 23 de junho de 2010) foi um diretor de cinema e roteirista soviético e russo.